# Чебишов Пафнутій Львович
Пафну́тій Льво́вич Чебишо́в (рос. Пафну́тий Льво́вич Чебышёв; 4 (16) травня 1821, Акатово, Калузька губернія — 26 листопада (8 грудня) 1894, Санкт-Петербург) — російський математик і механік; ад'юнкт (1853), з 1856 року — екстраординарний, з 1859-го — ординарний академік Петербурзької АН, почесний член Навчальної ради Імператорського Московського технічного училища.

## Вимова та написання прізвища
Прізвище вченого — за його власною вказівкою — треба вимовляти «Чебишо́в»; в XIX столітті така вимова цього старовинного прізвища (що тоді писалось російською «Чебышевъ» замість нинішнього «Чебышёв») була досить поширеною (існує припущення, що це прізвище за походженням є коротким присвійним прикметником, утвореним від антропоніма Чебиш з наголосом на закінченні в непрямих відмінках і на останньому складі основи в називному відмінку).
У XX столітті через тенденцію до відособлення прізвищ на -ов від вихідних присвійних прикметників стала доволі поширеною хибна вимова «Че́бишов» (з наголосом на першому складі) — незважаючи на те чіткі рекомендації авторитетних джерел. 4-те видання академічного «Російського орфографічного словника» (2013), словник наголосів «Власні імена в російській мові» (2001) та профільні академічні видання, що послідовно використовують російську літеру ё при переданні імен і назв, фіксують за орфографічну та орфоепічну норму написання та вимову російською мовою Чебышёв.

## Біографія
Початкову освіту отримав удома; в 16 років вступив у Московський університет і закінчив його в 1841 році. У 1846-му при Московському університеті захистив магістерську дисертацію. У 1847-му переїхав до Петербурга, де того ж року захистив дисертацію при університеті і почав читання лекцій з алгебри та теорії чисел. У 1849 році захистив докторську дисертацію, удостоєний в тому ж році Демідовської премії Петербурзької АН; в 1850-му став професором Петербурзького університету. Тривалий час брав участь в роботі артилерійського відділення військово-вченого комітету і вченого комітету Міністерства народної освіти. У 1882 році припинив читання лекцій в Петербурзькому університеті та, вийшовши у відставку, повністю зайнявся науковою роботою.
Чебишов — засновник петербурзької математичної школи, найвідомішими представниками якої були А. М. Коркін, Є. І. Золотарьов, А. А. Марков, Г. Ф. Вороний, О. М. Ляпунов, В. А. Стеклов, Д. О. Граве.
Характерні риси творчості Чебишова — різноманітність областей дослідження, вміння отримати за допомогою елементарних засобів великі наукові результати і незмінний інтерес до питань практики. Дослідження Чебишова відносяться до теорії наближення функцій многочленами, інтегрального числення, теорії чисел, теорії ймовірностей, теорії механізмів і багатьом іншим розділам математики та суміжних галузей знання. У кожному зі згаданих розділів Чебишов зумів створити низку основних, загальних методів і висунув ідеї, які намітили провідні напрямки в їхньому подальшому розвитку. Прагнення пов'язати проблеми математики з принциповими питаннями природознавства і техніки в значній мірі визначає його своєрідність як вченого. Багато відкриття Чебишова навіяні прикладними інтересами. Це неодноразово підкреслював і сам Чебишов, говорячи, що в створенні нових методів дослідження «…науки знаходять собі вірного керівника в практиці» і що «…самі науки розвиваються під впливом її: вона відкриває їм нові предмети для дослідження…» (Полн. собр. соч., Т. 5, 1951, с. 150).
Чебишов всю свою професорську діяльність з 1847 року по 1882 рік присвятив Санкт-Петербурзькому університету. Вчена діяльність Чебишова, що розпочалася в 1843 році появою у світ невеличкої замітки «Note sur une classe d'integrales definies multiples» («Journ. De Liouville», том VIII), не припинялася до кінця його життя. Останні його мемуари «Про суми, які залежать від позитивних значень будь-якої функції» вийшли у світ вже після його смерті (1895, «Mem. De l'Ac. Des sc. De St.-Peters.») Заслуги Чебишова оцінені були вченим світом гідним чином. Він був членом Імператорської Академії наук з 1853 року, Associe etranger Паризької Академії Наук з 1860 року (цю честь Чебишов поділяв лише ще з одним російським вченим Карлом Бером, обраним у 1876 р.), членом-кореспондентом безлічі вчених товариств Західної Європи і почесним членом усіх російських університетів. Характеристика його заслуг вчених дуже добре виражена в записці академіків А. А. Маркова і І. Я. Соніна, прочитана в першому після смерті Чебишова засіданні академії. У цій записці, між іншим, сказано: «Праці Чебишова носять відбиток геніальності. Він винайшов нові методи для вирішення багатьох важких питань, які були поставлені давно і залишалися невирішеними. Разом з тим він поставив ряд нових питань, над розробкою яких працював до кінця своїх днів». Академія постановила клопотати про кошти на видання повного зібрання творів Чебишова й надати можливе сприяння цій справі. Істотне матеріальне сприяння виконанню цієї справи надав брат покійного, професор В. Л. Чебишов, а редакцію праць Чебишова взяли на себе автори згаданої записки.

Механізм Чебишова

Зазначимо тут лише кілька з праць Чебишова. Роботи Чебишова з теорії чисел почалися в додатках до докторської дисертації Чебишова: «Теорія порівнянь», надрукованій в 1849 році. Ц 1850 році з'явився знаменитий «Memorie sur les nombres premiers», де наведено дві межі, в яких лежить число простих чисел, що лежать між двома даними числами. У 1867 році в II томі «Московського математичного збірника», з'явилася інша робота Чебишова: «Про середні величини», в якій дана теорема, що лежить в основі різних питань теорії ймовірностей і полягає в собі знамениту теорему Якова Бернуллі як окремий випадок. Інтегральному численню присвячена робота 1860 року «Sur l'integration de la differentielle (…)», в якій дається спосіб дізнатися за допомогою кінцевого числа дій, у разі раціональних коефіцієнтів підкорінного полінома, чи можливо визначити число А так, щоб даний вираз інтегруватися в логарифмах і, в разі можливості, знайти інтеграл. Найбільш оригінальними, як по суті питання, так і за методом рішення, є роботи Чебишова «про нові функції, що найменш ухиляються від нуля». Мемуари 1857 року під заголовком «Sur les questions de minima qui se rattachent a la representation approximative des fonctions» (в «Мемуарах Академії Наук»). Робота Чебишова «Про креслення географічних карт». Роботи Чебишова про інтерполювання, в яких він дає нові формули, важливі як в теоретичному, так і практичному смислах. Одним з улюблених прийомів Чебишова, яким він особливо часто користувався, було застосування властивостей алгебраїчних безперервних дробів до різних питань аналізу. До робіт останнього періоду діяльності Чебишова відносяться дослідження «Про граничні значення інтегралів» («Sur les valeurs limites des integrales», 1873). Абсолютно нові питання, поставлені тут Чебишовим, розроблялися потім його учнями. Останні мемуари Чебишова 1895 року відноситься до тієї ж області. У зв'язку з питаннями «про нові функції, що найменше відхиляються від нуля», знаходяться і роботи Чебишова щодо практичної механіки. У цій області Чебишову належать різні оригінальні прилади, з яких один (Machine arthmetique a mouvement contini) зберігається в Парижі, в Conservatorie des arts et metiers.

Бюст Чебишова біля Московського університету

На честь Чебишова АН СРСР заснувала в 1944 році премію за найкращі дослідження з математики. Іменем Чебишова названий місячний кратер і астероїд 2010 Чебишов.

## Публікації

### Книги
- Чебышёв П. Л. Полное собрание сочинений. — М., 1944—1951.
  - Т. 1 : Теорія чисел. — 1944. — 342 с.
  - Т. 2 : Математичний аналіз. — 1947. — 520 с.
  - Т. 3 : Математичний аналіз. — 1948. — 412 с.
  - Т. 4 : Теорія механізмів. — 1948. — 255 с.
  - Т. 5 : Інші твори. Біографічні матеріали. — 1951. — 474 с.
- Чебышёв П. Л. Теория сравнений. — СПб., 1849.
- Чебышёв П. Л. Избранные математические труды. — М.—Л. : ОГИЗ Гостехиздат, 1946. — (Классики естествознания)
- Чебышёв П. Л. Избранные труды / Ред.-сост. А. О. Гельфонд. — М. : Изд-во АН СССР, 1955. — (Классики науки)

### Статті
- Чебышёв П. Л. О непрерывных дробях. — Учёные записки Императорской академии наук по первому и третьему отделениям, 1855. — Т. 3. — С. 636—664.
- Чебышёв П. Л. Разложение в ряды при помощи непрерывных дробей. — 1866.
- Чебышёв П. Л. О суммах, составленных из значений простейших одночленов, умноженных на функцию, которая остается положительною. — 1891. — Т. 64, № 7.
- Чебышёв П. Л. О функциях мало удаляющихся от нуля при некоторых величинах переменной. — Зап. Имп. Акад. Наук, 1881. — Т. 40, № 3.
- Чебышёв П. Л. Об отношении двух интегралов, распространенных на одни и те же величины переменной. — 1883. — Т. 44, № 2.
- Чебышёв П. Л. О приближённых выражениях квадратного корня переменной через простые дроби. — Зап. Имп. Акад. Наук, 1889. — Т. 61, № 1.

## Названі на честь вченого
- Поліноми Чебишова
- Нерівність Чебишова
- Нерівність Чебишова для сум чисел
- Механізм Чебишова
- 2010 Чебишов[6]
- Список об'єктів, названих на честь Пафнутія Чебишова